# Mobile Application Part
La part d'aplicació mòbil (MAP) és un protocol SS7 que proporciona una capa d'aplicació perquè els diferents nodes de les xarxes nuclis mòbils GSM i UMTS i les xarxes bàsiques GPRS es comuniquin entre ells per tal de proporcionar serveis als usuaris. La part de l'aplicació mòbil és el protocol de la capa d'aplicació que s'utilitza per accedir al Registre d'ubicacions domèstiques, Registre d'ubicacions de visitants, Centre de commutació mòbil, Registre d'identitat d'equip, Centre d'autenticació, Centre de servei de missatges curts i Node de suport GPRS (SGSN).

## Serveis proporcionats
Els principals serveis que ofereix MAP són:
- Serveis de mobilitat: gestió d'ubicació (per donar suport a la itinerància), autenticació, gestió de la informació de subscripció al servei, recuperació d'errors,
- Operació i Manteniment: rastreig de subscriptors, recuperació de l'IMSI d'un abonat
- Gestió de trucades : encaminament, gestió de trucades en itinerància, comprovació que un abonat estigui disponible per rebre trucades
- Serveis Complementaris
- Servei de missatges curts
- Serveis de protocol de dades de paquets (PDP) per a GPRS: proporciona informació d'encaminament per a connexions GPRS
- Serveis de Gestió del Servei de Localització: obtenció de la ubicació de l'abonat.[3]

## Especificació publicada
Les especificacions de la part de l'aplicació mòbil van ser definides originalment per l'Associació GSM, però ara estan controlades per ETSI/ 3GPP. MAP es defineix per dos estàndards diferents, depenent del tipus de xarxa mòbil:
- MAP per a GSM (abans de la versió 4) s'especifica per 3GPP TS 09.02 (MAP v1, MAP v2)
- MAP per a UMTS ("3G") i GSM (Versió 99 i posteriors) està especificat per 3GPP TS 29.002 (MAP v3)

A les xarxes cel·lulars basades en estàndards ANSI (actualment CDMA2000, en el passat AMPS, IS-136 i cdmaOne) juga el paper del MAP un protocol semblant normalment anomenat IS-41 o ANSI-41 (ANSI MAP). Des de l'any 2000 es manté per 3GPP2 com a N.S0005 i des de 2004 s'anomena 3GPP2 X.S0004.

## Implementació
MAP és un usuari de Transaction Capabilities Application Part (TCAP) i com a tal es pot transportar mitjançant protocols SS7 "tradicionals" o per IP mitjançant Transport Independent Signaling Connection Control Part (TI-SCCP); o utilitzant SIGTRAN.
Yate és una implementació parcial de codi obert de MAP.

## Senyalització MAP
En xarxes de telefonia mòbil mòbil com GSM i UMTS s'utilitza l'aplicació SS7 MAP. Les connexions de veu són amb commutació de circuits (CS) i les connexions de dades són aplicacions de commutació de paquets (PS).
Algunes de les interfícies de commutació de circuits GSM/UMTS del Centre de commutació mòbil (MSC) transportades per SS7 inclouen les següents:
- B -> VLR (utilitza MAP/B). La majoria dels MSC estan associats a un registre d'ubicació de visitants (VLR), fent que la interfície B sigui "interna".
- C -> HLR (utilitza MAP/C) Missatges entre MSC a HLR gestionats per la interfície C
- D -> HLR (utilitza MAP/D) per connectar-se a la xarxa CS i actualitzar la ubicació
- E -> MSC (utilitza MAP/E) per a la transferència entre MSC
- F -> EIR (utilitza MAP/F) per a la comprovació d'identitat de l'equip
- H -> SMS-G (utilitza MAP/H) per al servei de missatges curts (SMS) a través de CS
- I -> ME (utilitza MAP/I) Missatges entre MSC a ME gestionats per I Interface
- J -> SCF (utilitza MAP/J) Missatges entre HLR i gsmSCF gestionats per la interfície J

També hi ha diverses interfícies GSM/UMTS PS al Serving GPRS Support Node (SGSN) transportades per SS7:
- Gr -> HLR per connectar-se a la xarxa PS i actualitzar la ubicació
- Gd -> SMS-C per SMS a través de PS
- Gs -> MSC per a la senyalització combinada CS+PS sobre PS
- Ge -> Càrrega per a aplicacions personalitzades per a xarxes mòbils Càrrega de prepagament amb lògica millorada (CAMEL).
- Gf -> EIR per a la comprovació d'identitat de l'equip